# Giulio Spinola
Pour les articles homonymes, voir Spinola.
Giulio Spinola, né à Gênes le 13 mai 1612 et mort à Rome le 11 mars 1691, est un cardinal et archevêque catholique italien. Son nom est lié à la fin du duché de Castro.

## Biographie
Giulio Spinola est le fils de Giovambattista Spinola et de Isabella di Niccolò Spinola. En 1636 il obtient un doctorat en droit.
Durant les pontificats de Urbain VIII et dt Innocent X, il est gouverneur de différentes villes en Ombrie, dans les Marche d'Ancône et dans le patrimoine de Saint Pierre en Tuscia.
En 1649, en qualité de légat apostolique de Viterbe, il assiège et détruit la ville de Castro.
En 1658 il est archevêque titulaire de Laodicée-en-Phrygie (de) et nonce apostolique à Naples (en). En 1665, il devient nonce apostolique en Autriche (en).
Il est nommé cardinal in pectore par Alexandre VII lors du consistoire du 15 février 1666 et il est investi officiellement lors du consistoire du 7 mars 1667. Il reçoit la barrette rouge le 18 juillet 1667 et devient cardinal-prêtre du titre cardinalice San Crisogono en 1684 puis du titre Santa Prassede en 1689. En 1670, il est nommé évêque de Lucques (archevêque à titre personnel).
Il meurt à Rome pendant le conclave qui voit l'élection de Innocent XII le 11 mars 1691. Il est inhumé dans l'église de Sant’Andrea au Quirinal à Rome.

## Sources
Giulio Spinola a ordonné les évêques suivants :
- Évêque Casimirus Damokos, O.F.M.Ref. (1668)
- Cardinal Virginio Orsini, O.S.Io.Hieros. (1671)
- Évêque Luca Tisbia, C.R. (1671)
- Évêque Giovanni Geronimo Doria, C.R.S. (1671)
- Évêque Giovambattista Falvo (it) (1671)
- Évêque Giovanni Battista Desio (en) (1674)
- Évêque Raffaele Riario Di Saono, O.S.B. (1674)